# Israel Cycling Academy/Saison 2018
Diese Liste beschreibt den Kader und die Siege des Radsportteams Israel Cycling Academy in der Saison 2018.

## Erfolge in der UCI Asia Tour
| Datum    | Rennen                    | Kat. | Fahrer      |
| -------- | ------------------------- | ---- | ----------- |
| 13. März | 3. Etappe Tour de Taiwan  | 2.1  | Edwin Avila |
| 23. Mai  | 4. Etappe Japan-Rundfahrt | 2.1  | Mihkel Räim |
| 31. Mai  | 2. Etappe Tour de Korea   | 2.1  | Mihkel Räim |

## Erfolge in der UCI Europe Tour
| Datum         | Rennen                                 | Kat. | Fahrer           |
| ------------- | -------------------------------------- | ---- | ---------------- |
| 21. April     | 2. Etappe Vuelta a Castilla y León     | 2.1  | Mihkel Räim      |
| 22. April     | 3. Etappe Vuelta a Castilla y León     | 2.1  | Rubén Plaza      |
| 20.–22. April | Gesamtwertung Vuelta a Castilla y León | 2.1  | Rubén Plaza      |
| 15. Juni      | Dwars door het Hageland                | 1.1  | Krists Neilands  |
| 9. Juli       | 3. Etappe Österreich-Rundfahrt         | 2.1  | Ben Hermans      |
| 7.–14. Juli   | Gesamtwertung Österreich-Rundfahrt     | 2.1  | Ben Hermans      |
| 24. August    | Great War Remembrance Race             | 1.1  | Mihkel Räim      |
| 27. September | Famenne Ardenne Classic                | 1.1  | Guillaume Boivin |

## Nationale Straßen-Radsportmeister
| Datum    | Rennen                                       | Fahrer          |
| -------- | -------------------------------------------- | --------------- |
| 23. Juni | Israelische Meisterschaft – Einzelzeitfahren | Omer Goldstein  |
| 30. Juni | Israelische Meisterschaft – Straßenrennen    | Roy Goldstein   |
| 1. Juli  | Lettische Meisterschaft – Straßenrennen      | Krists Neilands |
| 1. Juli  | Estnische Meisterschaft – Straßenrennen      | Mihkel Räim     |

## Mannschaft
| Teamkader 2018                     | Teamkader 2018     | Teamkader 2018     | Teamkader 2018                            |
| Name                               | Geburtsdatum       | Land               | Vorheriges Team                           |
| ---------------------------------- | ------------------ | ------------------ | ----------------------------------------- |
| Edwin Ávila                        | 21. November 1989  | Kolumbien          | Illuminate (2017)                         |
| Guillaume Boivin                   | 25. Mai 1989       | Kanada             | Optum-Kelly Benefit Strategies (2015)     |
| Zak Dempster                       | 27. September 1987 | Australien         | Bora-Argon 18 (2016)                      |
| José Manuel Díaz                   | 18. Januar 1995    | Spanien            | Bicicletas Rodríguez-Extremadura (2016)   |
| Nathan Earle                       | 4. Juni 1988       | Australien         | Team Ukyo (2017)                          |
| Sondre Holst Enger                 | 17. Dezember 1993  | Norwegen           | AG2R La Mondiale (2017)                   |
| Omer Goldstein                     | 13. August 1996    | Israel             | Ampo-Goierriko TB (2017)                  |
| Roy Goldstein                      | 20. Mai 1993       | Israel             |                                           |
| Ben Hermans                        | 8. Juni 1986       | Belgien            | BMC Racing Team (2017)                    |
| August Jensen                      | 29. August 1991    | Norwegen           | Team Coop (2017)                          |
| Luis Lemus                         | 21. April 1992     | Mexiko             | Airgas-Safeway Cycling (2015)             |
| Krists Neilands                    | 18. August 1994    | Lettland           | Axeon-Hagens Berman (2016)                |
| Guy Niv                            | 8. März 1994       | Israel             | Israel Cycling Academy Development (2017) |
| Benjamin Perry                     | 7. März 1994       | Kanada             | Silber Pro Cycling (2016)                 |
| Rubén Plaza                        | 29. Februar 1980   | Spanien            | Orica-Scott (2017)                        |
| Mihkel Räim                        | 3. Juli 1993       | Estland            | Pro Immo Nicolas Roux (2015)              |
| Guy Sagiv                          | 5. Dezember 1994   | Israel             | BMC Racing Team (2015)                    |
| Kristian Sbaragli                  | 8. Mai 1990        | Italien            | Dimension Data (2017)                     |
| Hamish Schreurs                    | 23. Januar 1994    | Neuseeland         | Klein Constantia (2016)                   |
| Daniel Turek                       | 19. Januar 1993    | Tschechien         | TJ Favorit Brno (2014)                    |
| Dennis van Winden                  | 2. Dezember 1987   | Niederlande        | LottoNL-Jumbo (2016)                      |
| Tyler Williams                     | 17. November 1994  | Vereinigte Staaten | Axeon-Hagens Berman (2016)                |
| Aviv Yechezkel (26. Feb.–15. Aug.) | 21. April 1994     | Israel             | Asfra Racing Team (2016)                  |
| Awet Gebremedhin                   | 5. Februar 1992    | Eritrea            | Kuwait-Cartucho.es (2017)                 |
|                                    |                    |                    |                                           |
| Quelle: ProCyclingStats            |                    |                    |                                           |